# John J. McCloy
John Jay McCloy, född 31 mars 1895 i Philadelphia, död 11 mars 1989 i Stamford, var en amerikansk jurist, bankir och politiker. 

## Biografi
McCloy var chef för Världsbanken 1947–1949 och mellan 1949 och 1952 var han de allierades högste kommissionär i Tyskland.
År 1961 blev McCloy president John F. Kennedys rådgivare i nedrustningsfrågor och var 1961-74 ledare för presidentens rådgivningskommitté för nedrustning.
Han har också skrivit boken The challenge to American foreign policy (1953).